# Журналистика
Журналистиката е практиката на събиране, анализиране и интерпретация на информация за актуални събития, теми, явления, личности и тенденции на съвременния живот, представена в различни жанрове и форми и разпространена за масова аудитория. Тя е също така професия, свързана със съобщаването и предаването на новини, описателни материали, гледни точки и мнения. Журналистиката може да се разглежда и като наука при определени обстоятелства.
Средствата, с които се осъществява журналистиката са средствата за масова информация, които включват вестници, списания, радио и телевизия, интернет и дори в последно време през социалните мрежи. Съответно според медията, в която журналистите упражняват своята професия, журналистиката може да бъде радио, телевизионна, вестникарска, агенционна, електронна и т.н.
Според журналиста на ББС Андрю Мар „новините са това, което консенсусът от журналисти реши да бъдат“. Журналистиката не представя само една гледна точка, тя е неутрална, отразява всички позиции, представя фактите максимално обективно, като по този начин оставя читателите, слушателите  или зрителите сами да избират правилното и истинното становище. Всичко това, разбира се, зависи много и от проблема, по който се дискутира или взема отношение.
Под същото название в учебните планове на университетите фигурира и специалността, в която се изучават журналистическите жанрове, техники и етика.

## Дефиниция
Журналистиката се дефинира от три различни степени.

### Обществена степен
На обществена степен журналистиката се характеризира чрез професионално чуждо наблюдение на различните обществени раздели. Тя представя теми с актуалност, факти и релеванция чрез публикация на обществената комуникация. Това различава журналистиката особено от ПР, рекламата и литературата.

### Организаторска степен
Журналистиката е периодическа и се различава от медиите с липсваща периодичност (книги) и липсващ фактицитат (романи, игрални филми, сатирични списания).

### Актьорска степен
На тази степен журналистиката се упражнява от професионални журналисти.

## Задача
Журналистиката допринася за образуването на общественото мнение. Често е наричана четвъртата власт (след законодателната, изпълнителната и съдебната власти).

## Етика и право на медиите
- Индивидуална етика (нормативно ориентирана)
- Етика на медия-системата (системнотеоретична)
- Обществена етика
- Казуистка етика (Case studies, северноамериканска-англосакска)

## Финансиране
В зависимост от своето финансиране журналистиката се дели на държавна и частна.

## Професионална подготовка
В университетите на много страни се учи журналистика като висше образование или следдипломна квалификация. В България Факултет по журналистика и масови комуникации има към Софийския университет „Св. Климент Охридски“.

## Видове журналистика
Според темите, с които се занимава, журналистиката може да бъде:
- разследваща журналистика
- културна журналистика
- спортна журналистика
- музикална журналистика
- парламентарна журналистика
- криминална журналистика и други.

Според използваните технологии и оборудване:
- вестникарска журналистика
- телевизионна журналистика
- радиожурналистика
- интернет журналистика или онлайн журналистика
- информационна журналистика
- фотожурналистика

## Елементи на журналистиката
Съгласно Елементи на журналистиката, книга с автори Бил Ковач и Том Розенстил, съществуват девет елемента на журналистиката. За да може един журналист да изпълнява задълженията си да информира, той трябва да е свободен и независим и да спазва следните условия:
1. Първото задължение на журналистиката е истината.
2. Нейната лоялност е към гражданите.
3. Основата ѝ е дисциплинирана проверка на информацията.
4. Журналистите трябва да са независими от обектите и субектите на тяхната информация.
5. Трябва да служи като независим монитор на властта.
6. Трябва да осигури форум за обществена критика и компромис.
7. Трябва да се стреми да представи и направи новините значими, интересни и състоятелни.
8. Трябва да представя новините разбираемо, всеобхватно и пропорционално.
9. На журналистите трябва да се разреши да упражняват личната си съвест.

В изданието на книгата от април 2007 година авторите прибавят и десети елемент – правата и отговорностите на гражданите.

## Журналистически жанрове
Съществува изключително голямо разнообразие на журналистически жанрове:
1. Информационни – хроника, информация, бележка, интервю, доклад, репортаж, пресконференция и др.
2. Аналитични – кореспонденция, коментар, статия, писмо, рецензия, беседа, експеримент, обзор, мемоари и др.
3. Художествено-публицистичен – скица, есе, очерк, пасквил, фейлетон, памфлет, история, некролог и др.
4. Шоу – игра, конкурс, реалити-шоу, ток-шоу и др.

## История
Като първи вестник е признат публикуваният през 1605 г. в Страсбург Relation aller Fürnemmen und gedenckwürdigen Historien на Йохан Карол. Първият успешен английски ежедневник е Дейли Кърант, който е публикуван от 1702 г. до 1735 г. Първият български вестник е „Български орел“ (1846 г.) на Иван Богоров, който е издаван в Лайпциг по време на Възраждането. От неформалното начало, стимулирано от оползотворяването на механизираното печатане, през масовата печатна продукция и накрая, през XX век, чрез радиопредаванията (в началото на века, 1909 г.), по-късно с появата на телевизията (1930 г.) и Интернет (70-те, а масово 90-те и особено навлизане на медиите в него в първите години на XXI век) – днешната журналистика е мащабна, с големи аудитории, както и притежавана от големи корпорации, и включва вестници, телевизия, интернет (и радио, макар че радиото бива силно измествано от другите медии).

## Свобода на печата
Свободата на печата е конституционна гаранция на независимото функциониране на средствата за масова информация в отделно взета страна. Тя означава правото на радиото, телевизиятата и другите медии да упражняват професията си, която се състои преди всичко в нецензурираното издаване на информация и изразяване на мнения. Свободата на пресата трябва да помага на образуването на свободното мнение. Свободата на печата е част от свободата на информацията и за първи път се споменава във френската Декларация за правата на човека и гражданина от 1789 година.
Цензурата на книги е документирана още през 411 пр.н.е. в Атина, която стига върха си в изгарянето на книги, както произведението „За Боговете“ на философа Протагор.
През 1695 г. е издаден първият закон за забраната на цензурата в Англия.
В България свободата на печата за пръв път е записана в Търновската конституция.

### Международни организации
- Репортери без граници[8] – международна неправителствена организация, основана във Франция, която защитава свободата на медиите. Създадена е през 1985 г. от Робер Минар, Рони Брауман и Жан-Клод Гилбо.[9]
- Freedom House[10] – неправителствена организация със седалище във Вашингтон, САЩ. Основана е през 1941 г.[11] и се занимава с изследване състоянието на политическите и гражданските свободи по света
- Международна асоциация по защита на свободата на словото – независима организация, основана в Монреал в 1992 година.
- Комитет за защита на журналистите[12] – основан в 1981 година със седалище в Ню Йорк, следи за правата на журналистите и събия информация за репресиите или убийствата на журналисти по света.

## Нова журналистика
Новата журналистика се налага през 60-те и 70-те години на XX век в някои средства за масова информация в САЩ. Това е стил на журналистическо писане чрез методите на художествената литература.

## Онлайн журналистика
Онлайн журналистика е репортаж на факти, публикувани и разпространявани чрез интернет.